# John Augustine Collins
John Collins KBE, CB (ur. 7 stycznia 1899 w Deloraine, zm. 3 września 1989 w Sydney) – australijski wojskowy, wiceadmirał Royal Australian Navy, uczestnik obu wojen światowych. Reprezentował Australię podczas aktu kapitulacji Japonii 2 września 1945 roku. Po wojnie zajmował stanowisko szefa sztabu Royal Australian Navy, a w latach 1956–1962 pełnił funkcję Wysokiego Komisarza Australii w Nowej Zelandii.
John Augustine Collins urodził się 7 stycznia 1899 roku w Deloraine na Tasmanii. W 1913 roku rozpoczął naukę w nowo powstałym Royal Australian Naval College w Geelong. W 1917 roku, jako jeden z pierwszych absolwentów otrzymał promocję na midszypmena i rozpoczął służbę na HMS „Canada”, operującym w składzie brytyjskiej Grand Fleet na wodach europejskich. Po zakończeniu I wojny światowej uczęszczał do szkoły artylerzystów a następnie powrócił do Australii i w 1921 roku został przydzielony w stopniu podporucznika na HMAS „Melbourne”. Później ukończył kolejne kursy dla artylerzystów i w 1926 roku został oficerem artyleryjskim krążownika. Rok później pełnił funkcję oficera łącznikowego marynarki w trakcie australijskiej wizyty księcia Yorku (późniejszego króla Jerzego VI) z małżonką.
Po wejściu do służby w Royal Australian Navy pierwszego z nowych krążowników ciężkich HMAS „Australia” John Collins został jego oficerem artyleryjskim w stopniu komandora podporucznika, następnie został dowódcą starego niszczyciela HMAS „Anzac”. W 1930 roku ożenił się i został awansowany do stopnia komandora porucznika. W latach 1932–1933 uczęszczał do Naval Staff College w Greenwich w Wielkiej Brytanii. Ostatnie lata przed wybuchem II wojny światowej spędził na stanowisku zastępcy dowódcy krążownika HMAS „Sydney”. W 1938 roku miasto Sydney obchodziło 150. rocznicę istnienia, a komandor Collins pełnił wtedy znów funkcję oficera łącznikowego floty.
Po rozpoczęciu działań wojennych John Collins objął dowództwo HMAS „Sydney” i został wysłany na Morze Śródziemne, do wspólnych działań z Flotą Śródziemnomorską admirała Andrew Cunninghama. Śmiałe działanie komandora Collinsa w starciach z okrętami Regia Marina przyniosły australijskiemu krążownikowi sukcesy wojenne. Do największych należą: poważne uszkodzenie krążownika lekkiego „Bartolomeo Colleoni” w bitwie koło przylądka Spatha 19 lipca 1940 roku (za tę akcję dowódca okrętu został kawalerem Orderu Łaźni), współudział w zatopieniu niszczyciela „Espero” 28 czerwca 1940 roku oraz rozgromieniu włoskiego konwoju w Cieśninie Otranto 11 listopada 1940 roku w ramach operacji Judgement. Komandor Collins nie wahał się również podejmować akcji ratowniczych, pomagając włoskim rozbitkom pomimo istniejącego zagrożenia ze strony okrętów podwodnych i lotnictwa nieprzyjaciela.
Po powrocie z krążownikiem do Australii John Collins przekazał dowodzenie HMAS „Sydney” komandorowi Josephowi Burnettowi i przeszedł do pracy sztabowej. Kolejny przydział na okręt otrzymał po przekazaniu marynarce australijskiej w kwietniu 1943 roku krążownika HMAS „Shropshire”, zostając jego dowódcą. W 1944 roku został dowódcą zespołu jednostek australijskich operujących wspólnie z US Navy na Pacyfiku, z HMAS „Australia” jako okrętem flagowym. 21 października 1944 roku odniósł poważną ranę podczas ataku kamikaze. Do służby powrócił w lipcu 1945 roku, aby 2 września uczestniczyć w ceremonii podpisania aktu kapitulacji Japonii na pokładzie pancernika USS „Missouri”.
W lutym 1946 roku komandor Collins został szefem sztabu marynarki australijskiej, zaś w 1950 roku otrzymał awans na wiceadmirała. W 1951 roku został Rycerzem Komandorem Orderu Imperium Brytyjskiego. Służbę w Royal Australian Navy zakończył w 1955 roku, zaś rok później został Wysokim Komisarzem Australii w Nowej Zelandii. Odszedł na emeryturę w 1962 roku.
Admirał John Augustine Collins zmarł w Sydney 3 września 1989 roku w wieku 90 lat. Na jego cześć został nazwany okręt podwodny HMAS „Collins”, pierwsza jednostka swojego typu, w służbie od 1996 roku.

## Odznaczenia
- Knight Commander Orderu Imperium Brytyjskiego – 1951
- Companion Orderu Łaźni – 1940